# PGK ZSKA Moskau
Der PGK ZSKA Moskau (russisch Профессиональный Гандбольный Клуб Центральный Спортивный Клуб Армии Москва, Professionalny Gandbolny Klub Zentralny Sportiwny Klub Armii Moskwa; Profi-Handballklub des Zentralen Sportklubs der Armee Moskau) ist ein russischer Frauen-Handballverein aus Moskau. Die erste Damenmannschaft tritt in der höchsten russischen Spielklasse an.

## Geschichte

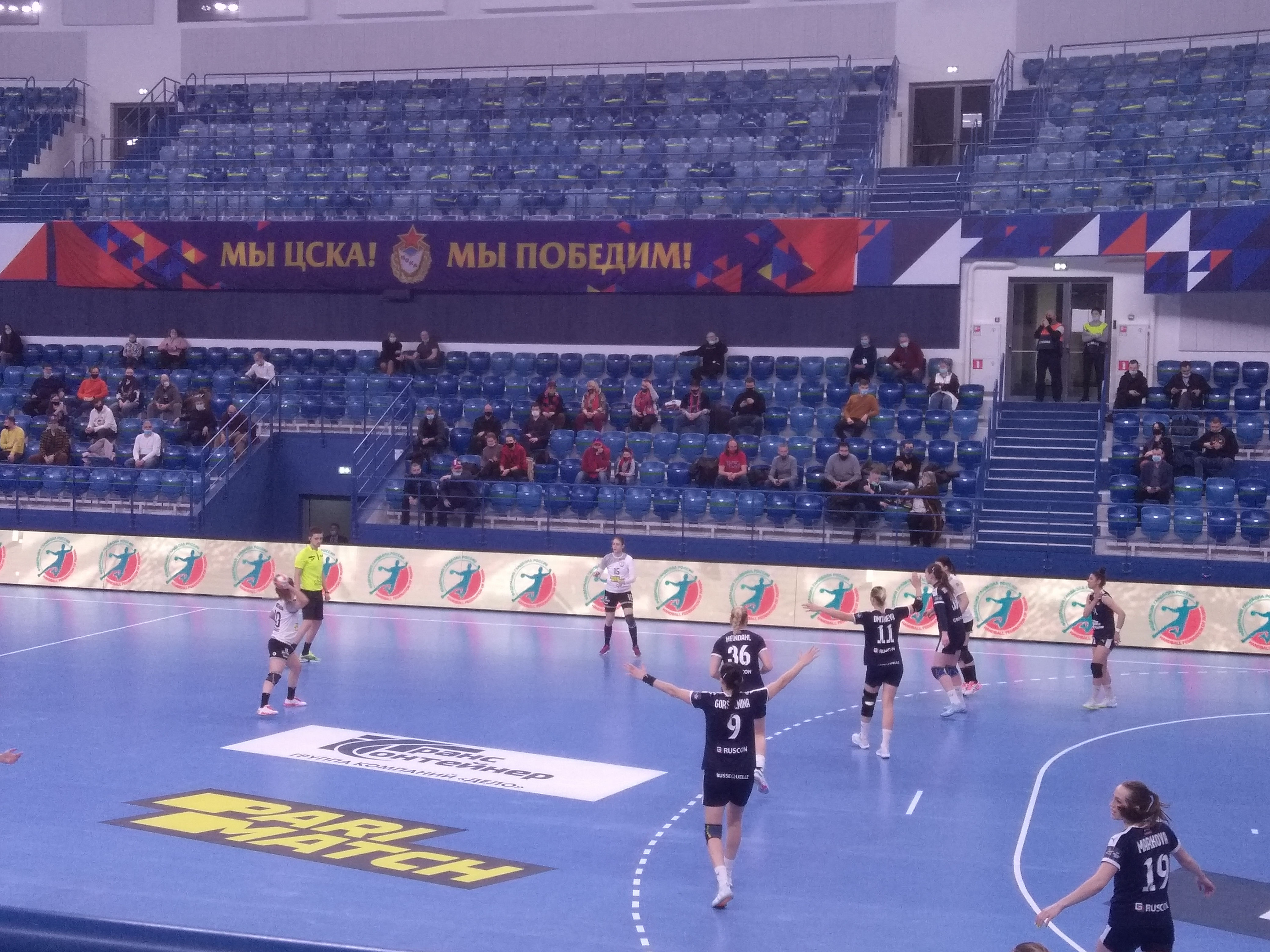
Erstligaspiel zwischen ZSKA und Ufa-Alissa

PGK ZSKA Moskau wurde im Jahr 2019 gegründet. Durch die Aufstockung der Super League von elf auf zwölf Mannschaften trat die erste Mannschaft ab der Saison 2019/20 in der höchsten russischen Spielklasse an. Als Trainer wurde der Däne Jan Leslie engagiert. Weiterhin wurde als Führungsspielerin die Kapitänin der russischen Nationalmannschaft Darja Dmitrijewa verpflichtet. Aufgrund der COVID-19-Pandemie wurde die Saison 2019/20 frühzeitig beendet und ZSKA wurde per Verbandsentscheid den dritten Platz zugesprochen. Im August 2020 unterlag ZSKA im nachgeholten Pokalfinale gegen GK Rostow am Don mit 26:29.
Nachdem Jan Leslie im März 2021 entlassen worden war, übernahm Olga Akopjan, die zuvor als Co-Trainerin tätig war, das Traineramt. Unter ihrer Leitung gewann ZSKA 2021 die russische Meisterschaft. Beim Final Four der EHF Champions League in der Saison 2020/21 belegte ZSKA den vierten Platz. Im Juli 2021 übernahm der Rumäne Florentin Pera die Mannschaft. Im Jahr 2022 gewann ZSKA erstmals den russischen Pokal. Zur Saison 2022/23 übernahm Olga Akopjan erneut das Traineramt. Durch einen 31:27-Sieg über GK Lada Toljatti verteidigte ZSKA im April 2023 erfolgreich den russischen Pokal. Im Juni desselben Jahres setzte sich ZSKA im Finale um die russische Meisterschaft erfolgreich gegen GK Rostow am Don durch. In der Saison 2023/24 konnte PGK ZSKA Moskau erfolgreich sowohl den russischen Meistertitel als auch den russischen Pokaltitel verteidigen. Nachdem ZSKA in der Saison 2024/25 im Viertelfinale des Pokalwettbewerbs ausgeschieden war, gewann die Mannschaft den vierten Meistertitel der Vereinsgeschichte.

## Kader
| Nr. | Nation   | Name                     | Position        | Geburtsdatum     |
| --- | -------- | ------------------------ | --------------- | ---------------- |
| 1   | Russland | Anna Wereschtschak       | Tor             | 18. Juli 2001    |
| 16  | Russland | Ewelina Anoschkina       | Tor             | 26. Juni 1994    |
| 99  | Russland | Polina Kaplina           | Tor             | 16. August 1999  |
| 4   | Russland | Walerija Sobkalo         | Rechtsaußen     | 8. Juni 2001     |
| 5   | Russland | Julija Bajewa            | Rückraum rechts | 24. Mai 2003     |
| 8   | Russland | Warwara Semina           | Rückraum links  | 29. Oktober 2006 |
| 10  | Russland | Wiktoryja Schamanowskaja | Kreis           | 8. August 1993   |
| 14  | Russland | Weronika Nikitina        | Rückraum links  | 16. Mai 1992     |
| 17  | Russland | Albina Mursalijewa       | Rechtsaußen     | 5. Oktober 1996  |
| 19  | Russland | Julija Kosatschenko      | Linksaußen      | 10. August 1996  |
| 22  | Russland | Walentina Tomilina       | Linksaußen      | 5. Mai 2000      |
| 23  | Russland | Natalja Tschigirinowa    | Rückraum Mitte  | 20. Juli 1993    |
| 25  | Russland | Karina Sabirowa          | Rückraum links  | 23. März 1998    |
| 33  | Russland | Jekaterina Iljina        | Rückraum Mitte  | 7. März 1991     |
| 39  | Russland | Antonina Santalowa       | Rückraum rechts | 14. Februar 1999 |
| 55  | Russland | Julija Garjajewa         | Rückraum links  | 24. Mai 1996     |
| 67  | Russland | Anastassija Illarionowa  | Kreis           | 28. März 1999    |
| 71  | Russland | Jekaterina Lewtschina    | Linksaußen      | 12. Januar 2000  |
| 81  | Russland | Xenija Djatschenko       | Rückraum links  | 7. Dezember 1994 |
| 86  | Russland | Olga Jawon               | Rückraum rechts | 14. März 1998    |